# 테오도로스 첼리디스
테오도로스 첼리디스(그리스어: Θεόδωρος Τσελίδης, 1996년 8월 5일~)는 러시아 태생 그리스의 유도 선수이며 러시아식 본명은 표도르 니콜라예비치 첼리디(러시아어: Фёдор Николаевич Целиди)이다. 그는 그리스 국가대표 선수로 활동하고 있으며 2024년 하계 올림픽 남자 미들급에서 동메달을 획득했다.